# Mathias Vidal
Pour les articles homonymes, voir Vidal.
 (mai 2024).
Mathias Vidal est un ténor français, né en 1978, spécialisé dans le répertoire français et, notamment, la musique baroque. Il possède une voix de Haute-contre.

## Jeunesse
Mathias Vidal naît le 12 janvier 1978 à Saint-Raphaël ; il grandit dans un environnement familial propice à l'apprentissage de la musique. Il commence l'étude du piano à l'âge de sept ans, qu'il poursuit douze ans. Il commence à étudier la direction d'orchestre et de chœur, et obtient une licence en musicologie ; il se dirige vers le chant. Il fait ses débuts en 1998, à Gattières, dans une série de représentations des Contes d’Hoffmann de Jacques Offenbach.

## Formation
Il suit un cursus d'études en musicologie à Nice puis étudie le chant avec Christiane Patard. 
Il intègre le Conservatoire National Supérieur de Musique de Paris dans les classes d'Emmanuelle Haïm et Alain Altinoglu. Il sort diplômé en 2003. 
En 2003, il est lauréat de l'audition annuelle du Centre Français de Promotion Lyrique. 
Il participe au Choeur de l'Opéra de Paris et débute avec quelques rôles dans des opéras du XIXe siècle, au Théâtre de Compiègne, où il restera quatre ans. Il participe à la création mondiale de Noé de George Bizet avec le directeur de l'établissement, Pierre Jourdan, en 2004.

## Carrière

### Débuts
Il fait ses débuts à l'opéra en 2004, au Théâtre impérial de Compiègne, dans le rôle de Sem, dans Noé ; il aborde, en 2005, à l'Opéra Grand Avignon, les rôles de Tamino et Monostatos dans La Flûte enchantée. 
En 2006, il est Cecco, dans Il mondo della luna, au Nouvel Opéra de Fribourg, en Suisse ; il chante dans des opérettes, comme La Périchole de Jacques Offenbach, à Dijon, en 2006. 
Il est nommé Révélation Classique de l’ADAMI en 2007.
Il aborde les oeuvres baroques avec une représentation de Pygmalion, de Jean-Philippe Rameau, en 2007, à Houston ; il est encouragé par le chef d'orchestre spécialisé dans ce répertoire, Hervé Niquet. 
En 2008, il participe au Festival Radio France à Montepellier, où il incarne un de ses premiers rôles de haute-contre dans King Arthur d'Henry Purcell. 
En 2008, il interprète le Comte Almaviva dans Le Barbier de Séville de Rossini.
Il interprète le rôle du chanteur dans Le Directeur de Théâtre de Mozart en 2010, sous la direction du chef d'orchestre William Christie, et se produit en Lucano dans une production du Couronnement de Poppée de Claudio Monterverdi à Madrid.
Mathias Vidal chante avec divers ensembles baroques tels que Les Talens Lyriques, L'Arpeggiata ou encore Le Poème harmonique. Il collabore régulièrement avec le Palazzetto Bru-Zane de Venise et le Centre de Musique Baroque de Versailles, dont il a été chanteur en résidence.

## Répertoire
Dans la musique baroque, il joue dans des ouvrages lyriques de compositeurs tels que Claudio Monteverdi, Jean-Baptiste Lully, Henry Purcell ou encore Jean-Philippe Rameau. 
Mathias Vidal aime chanter Rameau, sa voix s'adapte naturellement à ce style musical, plutôt que Jean-Baptiste Lully ou Marc-Antoine Charpentier. Il chante régulièrement Les Indes galantes ou La Calisto de Francesco Cavalli.
Il chante un répertoire plus léger, des opéras romantiques français, Orphée aux Enfers ou La Belle Hélène de  Jacques Offenbach. Il interprète l'opéra italien, en particulier les rôles de bel-canto. On le retrouve dans des opéras de Gioachino Rossini, ou de Gaetano Donizetti, tels que Don Pasquale,.

## Principaux rôles d'opéras
Il chante Valère, Tacmas dans Les Indes galantes, de Jean-Philippe Rameau, à l'Opéra Bastille de Paris, en 2019, dirigé par Leonardo García Alarcón, mis en scène par Clément Cogitore.
Il est Platée dans Platée de Jean-Philippe Rameau, en mars 2022 au Théâtre du Capitole de Toulouse, dirigé par Hervé Niquet, avec l'ensemble Le Concert spirituel, mis en scène par Corinne et Gilles Benizio.

## Principaux concerts
Il chante dans les Vêpres de Claudio Monteverdi, en mai 2022, pour l'inauguration du Concert Hall de Namur, dirigé par Leonardo Garcia Alarcón, avec le Chœur de Chambre de Namur et l’ensemble Cappella Mediterranea.

## Principaux enregistrements
- Cinq-Mars, de Charles Gounod, Palazzetto Bru Zane, 2016, enregistré en 2015 à Munich, CD[11],[12].
- Rameau triomphant, label Château de Versailles Spectacles, 2021, dir. Gaétan Jarry, avec l'Ensemble Marguerite Louise, airs d'opéras et extraits des œuvres de Jean-Philippe Rameau, enregistré à l'Opéra Royal de Versailles du 1er au 3 novembre 2020, CD, 1h10[13],[14].
- Camille Saint-Saëns, La Princesse jaune. 1872, Palazzetto Bru Zane, 2021, dir. Leo Hussain avec l'Orchestre du Capitole, CD[15].

## Saisons d'opéra (en version scénique)
1997 - 1998
- Nathanël, les 4 valets, Les Contes d'Hoffmann - Offenbach, Festival Opus-Opera de Gattières

2000 - 2001
- Arnalta, L'incoronazione di Poppea - Monteverdi, Paris (CNSM)

2001 - 2002
- Monostatos, Die Zauberflöte - Mozart, Paris (CNSM)

2002 - 2003
- Fairy Queen - Purcell, Paris (CNSM), Théâtre des Arts de Rouen

2003 - 2004
- Gustave, Le Pays du Sourire - Lehár, Longjumeau
- Pedrillo, Die Entführung aus dem Serail - Mozart, Immling Festival

2004 - 2005
- Sem, Noé - Bizet, Théâtre impérial de Compiègne
- Andrea Donato, Haÿdée - Auber, Théâtre impérial de Compiègne
- Gontran, Charles VI - Halévy, Théâtre impérial de Compiègne
- Beppe, I Pagliacci - Leoncavallo, Immling Festival

2005 - 2006
- Cecco, Il Mondo della Luna - Haydn, Opéra de Fribourg, Théâtre Ledoux (Besançon), Opéra de Nice
- Andrea Donato, Haÿdée - Auber, Théâtre impérial de Compiègne

2006 - 2007
- Le chanteur de sérénade, l'aubergiste, Les Caprices de Marianne - Sauguet, Théâtre impérial de Compiègne
- Cecco, Il Mondo della Luna - Haydn, Opéra de Reims
- Lorenzo, Fra Diavolo - Auber, Théâtre impérial de Compiègne, Opéra-théâtre de Metz
- Piquillo, La Périchole - Offenbach, Opéra de Dijon
- Pygmalion, Pygmalion - Rameau, Houston Grand Opera, Dallas
- Pedrillo, Die Entführung aus dem Serail - Mozart, Opéra de Saint-Etienne
- Brighella, Ariadne auf Naxos - Strauss, Opéra-théâtre de Metz
- Il Conte d'Almaviva, Il Barbiere di Siviglia - Rossini, Paris (Jardin du Luxembourg)

2007 - 2008
- Il Conte d'Almaviva, Il Barbiere di Siviglia - Rossini, Vaux-le-Vicomte
- Cecco, Il Mondo della Luna - Haydn, Opéra de Rennes, Angers-Nantes Opéra
- Il Conte d'Almaviva, Il Barbiere di Siviglia - Rossini, Saint-Céré
- King Arthur - Purcell, Opéra national de Montpellier

2008 - 2009
- Il Conte d'Almaviva, Il Barbiere di Siviglia - Rossini, Longjumeau, Draguignan
- Le Comte Miguel de Panatellas, La Périchole - Offenbach, Opéra de Lille
- Cecco, Il Mondo della Luna - Haydn, Grand Théâtre de Luxembourg
- King Arthur - Purcell, Opéra national de Montpellier
- Aristée, Pluton, Orphée aux Enfers - Offenbach, Festival d'Aix-en-Provence

2009 - 2010
- Le Comte Miguel de Panatellas, La Périchole - Offenbach, Angers-Nantes Opéra, Opéra de Rennes
- Linval, La Fausse Magie - Grétry, Opéra-théâtre de Metz, Opéra de Reims, Opéra de Rennes
- Léon, L'Amour Coupable - Pécou, Théâtre des Arts de Rouen
- Lucano, L'incoronazione di Poppea - Monteverdi, Teatro Real
- Oreste, La Belle Hélène - Offenbach, Festival (Lacoste)

2010 - 2011
- Aristée, Pluton, Orphée aux Enfers - Offenbach, Opéra de Toulon, Grand Théâtre de Provence, Opéra de Dijon, Opéra royal de Versailles
- Vogelsang, Der Schauspieldirektor - Mozart, Opéra de Rennes
- King Arthur - Purcell, Opéra royal de Versailles, Théâtre Ledoux
- Pedrillo, Die Entführung aus dem Serail - Mozart, Opéra de Rennes
- Camille de Coutançon, La Veuve Joyeuse - Lehár, Festival Folies d'O (Montpellier)

2011 - 2012
- Ilioneo, Mercurio, La Didone - Cavalli, Théâtre de Caen, Grand Théâtre de Luxembourg, Théâtre des Champs-Élysées
- Oreste, La Belle Hélène - Offenbach, Opéra national de Montpellier
- L'Enfant et les Sortilèges - Ravel, Opéra de Monte-Carlo
- Lucano, L'incoronazione di Poppea - Monteverdi, Opéra de Lille, Opéra de Dijon
- Colin, Le Devin du Village - Rousseau, La Chabotterie

2012 - 2013
- Ernesto, Don Pasquale - Donizetti, Teatro Nacional de São Carlos
- Aristée, Pluton, Orphée aux Enfers - Offenbach, Opéra de Lausanne
- King Arthur - Purcell, Opéra royal de Versailles, Opéra-théâtre de Metz
- Elvino, La sonnambula - Bellini, Bolshoi Theatre
- Indian Queen - Purcell, Schwetzingen Festival
- Un suivant de l'Amour, Hippolyte et Aricie - Rameau, Glyndebourne

2013 - 2014
- L'aumônier, Dialogues des Carmélites - Poulenc, Angers-Nantes Opéra
- Pane, La Calisto - Cavalli, Bayerische Staatsoper
- Cecco, Il Mondo della Luna - Haydn, Opéra de Monte-Carlo
- Pastore, L'Orfeo - Monteverdi, Bayerische Staatsoper

2014 - 2015
- Platée, Platée - Rameau, Hukotopia Hall (Tokyo)
- Barbe-Bleue, Barbe-Bleue - Offenbach, Angers-Nantes Opéra, Opéra de Rennes, Théâtre les Quinconces (La Mans)
- Le gros commerçant, La S.A.D.M.P. - Beydts, Opéra d'Avignon
- Dardanus, Dardanus - Rameau, Opéra royal de Versailles
- Pastore, L'Orfeo - Monteverdi, Bayerische Staatsoper

2015 - 2016
- Aristée, Pluton, Orphée aux Enfers - Offenbach, Opéra national de Lorraine
- Médor, Les Chevaliers de la table ronde - Hervé, Angers-Nantes Opéra, La Fenice, Opéra de Rennes
- Elvino, La sonnambula - Bellini, Bolshoi Theatre
- Don Quichotte, Don Quichotte chez la Duchesse - de Boismortier, Opéra royal de Versailles
- Don Carlos, Damon, Les Indes Galantes - Rameau, Bayerische Staatsoper

2016 - 2017
- Rodriguez, Don Quichotte - Massenet / El retablo de maese Pedro - de Falla, Opéra national de Bordeaux
- Don Quichotte, Don Quichotte chez la Duchesse - de Boismortier, Théâtre impérial de Compiègne
- Aristée, Pluton, Orphée aux Enfers - Offenbach, Angers-Nantes Opéra
- King Arthur - Purcell, Opéra royal de Versailles
- Telemaco, Il ritorno d'Ulisse in patria - Monteverdi, Théâtre des Champs-Élysées
- Cinq-Mars, Cinq-Mars, Gounod, Oper Leipzig
- Le Remendado, Carmen - Bizet, Festival d'Aix-en-Provence

2017 - 2018
- L'Enfant et les Sortilèges - Ravel, Seiji Ozawa Matsumoto Festival
- Le brésilien, La Vie Parisienne - Offenbach, Opéra national de Bordeaux
- Der Zwerg, Der Zwerg - Zemlinsky, Opéra de Lille, Théâtre de Caen, Opéra de Rennes
- Orphée, Orphée et Eurydice - Gluck, Hukotopia Hall (Tokyo)
- L'Enfant et les Sortilèges - Ravel, Berliner Philharmonie
- Cinq-Mars, Cinq-Mars - Gounod, Oper Leipzig
- Phaéton, Phaëton - Lully, Perm Opera, Opéra royal de Versailles
- Fando, Fando et Lis - Menut, Opéra de Saint-Etienne
- Orlando, Orlando Paladino - Haydn, Bayerische Staatsoper

2018 - 2019
- Les 4 valets, Les Contes d'Hoffmann - Offenbach, Festspielhaus Baden-Baden
- Le Comte Ory, Le Comte Ory - Rossini, Opéra de Rennes, Théâtre des Arts de Rouen
- Der Zwerg, Der Zwerg - Zemlinsky, Théâtre de Caen
- Abaris, Les Boréades - Rameau, Opéra de Dijon
- Monostatos, Die Zauberflöte - Mozart, Opéra national de Paris
- Pastore, L'Orfeo - Monteverdi, Théâtre des Champs-Élysées
- Colin, Le Devin du Village - Rousseau, Opéra royal de Versailles

2019 - 2020
- Valère, Tacmas, Les Indes Galantes - Rameau, Opéra national de Paris
- Basilio, Le nozze di Figaro - Mozart, Théâtre des Champs-Élysées
- Tamino, Die Zauberflöte (en français) - Mozart, Opéra d'Avignon, Opéra royal de Versailles
- L'Enfant et les Sortilèges - Ravel, The Philadelphia Orchestra
- Platée, Platée - Rameau, Théâtre du Capitole de Toulouse, Opéra royal de Versailles (annulé, cause 1er confinement)
- Arnalta, L'incoronazione di Poppea - Monteverdi, Théâtre des Champs-Élysées (annulé, cause 1er confinement)
- Orlando, Orlando Paladino - Haydn, ''Bayerische Staatsoper'' (annulé, cause 1er confinement)

2020 - 2021
- Ferrando, Così fan tutte - Mozart, Théâtre du Capitole de Toulouse
- Léopold, L’Auberge du Cheval blanc - Benatzky, Opéra de Lausanne (reporté, cause 2nd confinement)
- Abaris, Les Boréades - Rameau, Komische Oper Berlin (annulé, cause 2nd confinement)
- Platée, Platée - Rameau, Berkeley (annulé, cause 2nd confinement)
- Saint-Phar, La Caravane du Caire - Grétry, Opéra de Tours (reporté, cause : second confinement)

2021 - 2022
- Abaris, Les Boréades - Rameau, Théâtre d'État d'Oldenbourg
- Ernesto, Don Pasquale - Donizetti, Théâtre d'État d'Oldenbourg
- Léopold, L'Auberge du Cheval-Blanc - Benatzky, Opéra de Lausanne
- Pastore, L'Orfeo - Monteverdi, Lyon, Genève, Opéra royal de Versailles
- Platée, Platée - Rameau, Théâtre du Capitole de Toulouse, Opéra royal de Versailles
- Thespis, Platée - Rameau, Opéra national de Paris

2022 - 2023
- Jude, Salomé - Strauss, Opéra national de Paris
- King Arthur - Purcell, Opéra royal de Versailles
- Tamino, Die Zauberflöte (en français) - Mozart, Opéra royal de Versailles
- Nemorino, L'elisir d'amore - Donizetti, Opéra de Rennes, Angers-Nantes Opéra
- Arnalta, L'incoronazione di Poppea - Monteverdi, Théâtre des Champs-Élysées

2023 - 2024
- Nadir, Les Pêcheurs de perles - Bizet, Théâtre du Capitole de Toulouse
- Valère, Carlos, Tacmas, Adario, Damon, Les Indes Galantes - Rameau, Fundação Calouste Gulbenkian
- Platée, Platée - Rameau, Opernhaus Zürich
- Don Quichotte, Don Quichotte chez la Duchesse - de Boismortier, Opéra royal de Versailles
- Abaris, Les Boréades - Rameau, Théâtre d'État d'Oldenbourg
- Atys, Atys - Lully, Opéra Grand Avignon, Atelier lyrique de Tourcoing, Théâtre des Champs-Élysées
- Belmonte, Die Entführung aus dem Serail (en français) - Mozart, Opéra royal de Versailles

2024 - 2025
- Le duc de Mantoue, Les Brigands - Offenbach, Opéra national de Paris
- Monostatos, Die Zauberflöte - Mozart, Opéra national de Paris
- Tamino, Die Zauberflöte (en français) - Mozart, Opéra royal de Versailles
- Aristée, Pluton, Orphée aux Enfers - Offenbach, Théâtre du Capitole de Toulouse
- Valère, Carlos, Tacmas, Damon, Les Indes Galantes - Rameau, La Seine Musicale, Teatro Real, Opéra National de Lyon